# Розы Люксембург (Новоазовский район)
Розы Люксембург/Александровское (укр. Олександрівське) — село на Украине, расположено в Новоазовском районе Донецкой области. Под контролем самопровозглашённой Донецкой Народной Республики.

## География
Расположено на реке Грузский Еланчик.

#### Соседние населённые пункты по странам света
ССВ: Хомутово, Витава (все выше по течению Грузского Еланчика)
С: Седово-Василевка (выше по течению Грузского Еланчика), Бессарабка
СЗ: Казацкое, Порохня
СВ: Ковское
З: —
В: Щербак
ЮЗ: Патриотичное, Качкарское
ЮВ: Маркино
ЮЮЗ: Козловка, Гусельщиково (все ниже по течению Грузского Еланчика)
Ю: город Новоазовск (ниже по течению Грузского Еланчика)

## История
27 августа 2014 года сепаратисты самопровозглашенной ДНР  установили контроль над населенным пунктом (см. российско-украинская война).
12 мая 2016 года Верховная Рада Украины присвоила селу название Александровское в рамках кампании по декоммунизации на Украине. Переименование не было признано подконтрольными России «властями» ДНР.

## Население
Население по переписи 2001 года составляло 911 человек.

## Общие сведения
Код КОАТУУ — 1423686001. Почтовый индекс — 87622. Телефонный код — 6296.

## Адрес местного совета
87622, Донецкая область, Новоазовский район, с. Розы Люксембург, ул. Первомайская, д.31.